# 小行星2981
小行星2981（2981 Chagall）是一颗绕太阳运转的小行星，为主小行星带小行星。该小行星于1981年3月2日发现。
該小行星以白俄羅斯藝術家馬克·夏卡爾命名。

## 轨道参数
小行星2981的轨道半长轴为3.1605188 UA，离心率为0.161。